# Eunice Paiva
Eunice Paiva, właśc. Maria Lucrécia Eunice Facciolla Paiva (ur. 7 listopada 1929 w São Paulo, zm. 13 grudnia 2018 tamże) – brazylijska prawniczka i działaczka praw człowieka.

## Życiorys
Urodziła się w 1929 r. w São Paulo. Studiowała literaturę na prywatnym Uniwersytecie Prezbiteriańskim i mówiła płynnie po francusku oraz angielsku. W wieku 23 lat wyszła za mąż za inżyniera Rubensa Paivę, którego poznała na uniwersytecie. Mieli pięcioro dzieci: Verę, Marię Elianę, Anę, Marcelo i Marię Beatriz. Jej mąż rozpoczął w 1962 r. karierę polityczną, gdy został wybrany na kongresmena stanu São Paulo z ramienia Partii Pracy. Pomimo progresywnej orientacji politycznej, Marcelo Paiva bronił żonie kontynuowania kariery i oczekiwał, że będzie zajmowała się domem i dziećmi.
W 1964 r. w Brazylii doszło do przewrotu zbrojnego wspieranego przez Stany Zjednoczone, w wyniku którego na czele państwa stanęło wojsko, a w kraju zaprowadzono dyktaturę i rozpoczęto represje wobec przeciwników politycznych. Rubens Paiva stracił mandat w Kongresie i dla bezpieczeństwa udał się na wygnanie do Paryża. Powrócił jednak do domu po 9 miesiącach, przeprowadzili się z rodziną do obszernej rezydencji w Rio de Janeiro i wrócił do pracy w zawodzie inżyniera budownictwa, ale w tajemnicy przed żoną pomagał lewicowym bojownikom i członkom partyzantki w Brazylii i za granicą.
20 stycznia 1971 r. aresztowano Rubensa Paivę, a kolejnego dnia ją samą i ich piętnastoletnią córkę Marię Elianę. Córkę wypuszczono po jednej dobie, ją samą przesłuchiwano przez dwanaście dni i więziono w ciężkich warunkach. Rubens Paiva zmarł natomiast wskutek tortur w więzieniu w drugim dniu przesłuchania. Oficjalnie nikt nie został powiadomiony o jego śmierci i został on uznany za zaginionego. Ponieważ nie wydano aktu zgonu męża, Paiva nie mogła korzystać z pieniędzy zdeponowanych w banku. Dopiero w 1996 r. udało jej się uzyskać oficjalny akt zgonu męża, ale dopiero w 2025 r. poprawiono w nim przyczynę zgonu i zapisano morderstwo popełnione przez ówczesne władze. Było to możliwe, gdyż przeforsowała uchwalenie ustawy nr 9.140/1995, która z urzędu uznała osoby zaginione za rządów junty za zmarłe.
Dwa lata po zniknięciu męża, nie mogąc utrzymać rodziny, Paiva wróciła do São Paulo, gdzie jej rodzice zajęli się wnukami, a ona sama podjęła studia prawnicze, które ukończyła w wieku 47 lat. W następnych latach stała się  uznaną prawniczką, obrończynią praw człowieka i ważną postacią w ruchu osób walczących o uznanie zbrodni junty. Przez wiele lat prowadziła liczne kampanie, domagając się otwarcia archiwów dokumentujących zbrodnie reżimu. Za sprawą swojego zaangażowania w tej sprawie, przyczyniła się do powołania Komisji Prawdy (port. Comissão da Verdade), która zebrała 1121 zeznań podczas 80 publicznych wysłuchań w 2014 sporządziła raport dla prezydentki Dilmy Rousseff, dokumentując zbrodnie reżimu i pogwałcenia praw człowieka.
W swojej pracy zajmowała się także prawami rdzennej ludności Brazylii, walcząc o zakończenie m.in. nielegalnego przejmowania ich ziem, i stała się pionierką w dziedzinie reprezentowania interesów ludności autochtonicznej. W 1983 r. wraz z antropolożką Manuelą Carneiro da Cunhą opublikowały artykuł dotyczący walki o prawa plemienia Pataxo, który stał się wzorem postępowania dla innych plemion. W 1986 r. odegrała kluczową rolę w wyznaczeniu terytorium dla ludności Zoró, a rok później założyła pozarządową organizację Instytut Antropologii i Środowiska, broniącą autonomii rdzennej ludności. Była konsultantką rdzennych ludów przy pracach nad nową konstytucją Brazylii, do której wprowadziła koncepcję, że prawo ludności rdzennej do ziemi dla jest nieodłącznie związane ze statusem narodów przedkolonialnych.
Zmarła 13 grudnia 2018 w São Paulo. Przed śmiercią od lat zmagała się z chorobą Alzheimera. Brazylijskie media zwróciły uwagę, że zmarła w 50 rocznicę AI-5.

## Upamiętnienie
Jej syn Marcelo Rubens Paiva napisał biografię matki Ainda Estou Aqui. Na jej podstawie stworzono film Wciąż tu jestem (Ainda Estou Aqui), który został uhonorowany Oscarem 2025 dla najlepszego filmu międzynarodowego.